# Virginia Martínez Fernández
Virginia Martínez Fernández (Molina de Segura, 1979) és una directora d'orquestra espanyola.

## Biografia
Als tretze anys es va fer càrrec de la direcció dels Cors Infantils Hims Mola, de Molina de Segura, fins al 1999.
Llicenciada en piano i harmonia pel Conservatori Superior de Música de Múrcia i tenint com a professors Pilar i Pedro Valero, el 1999 és becada per la Fundació Sèneca de Múrcia per continuar els seus estudis a l'estranger.
A partir d'aquest any comença a estudiar la carrera de Direcció d'Orquestra al Conservatori de la Ciutat de Viena, on té com a professors Reinhard Schwarz i Georg Mark. Acaba aquests estudis el juny de 2003, i en el concert de graduació dirigeix l'Orquestra Simfònica de la Ràdio de Viena, amb l'obra L'Ocell de Foc, d'Igor Stravinsky: hi obté la qualificació de Matrícula d'Honor amb menció especial.
L'any 2000 entra a formar part del Singverein Chor de Viena, amb el qual ha donat un bon nombre de concerts per tot Àustria i per Europa. El febrer del 2003 va dirigir l'estrena de l'obra Deus exmachina de Markus Preisl, amb l'Ensemble de Música Contemporània del Conservatori de Viena. Aquest mateix any va estrenar l'obra Winterlandschaft (Paisatge d'hivern), del compositor Stefan Höll, i va fer la seva presentació oficial a la Regió de Múrcia al capdavant de l'Orquestra Simfònica de Múrcia a l'Auditori i Centre de Congressos Víctor Villegas, enregistrat per RNE.
El gener de 2004 va ser nomenada Jove de l'Any per la Conselleria de Joventut de la Regió de Múrcia i també assistent de Bertrand de Billy al Gran Teatre del Liceu de Barcelona, per al muntatge de dues òperes wagnerianes: Siegfried i El crepuscle dels deus. En la temporada 2005/2006 va ser Directora Assistent de l'Orquestra Simfònica de Barcelona i Nacional de Catalunya, tasca que va compaginar amb la direcció artística de l'Orquestra de l'Escola Superior de Música de Catalunya. I en la temporada 2006/2007 va ser nomenada Directora Assistent de l'Orquestra de València al costat de Yaron Traub.
L'octubre de 2007 va fer una gira per Espanya amb la Wiener Kammerorchester. L'abril de 2009 va ser nomenada un dels joves talents europeus, reconeixement atorgat pel Comitè Europeu de les Regions. Al desembre d'aquest mateix any va dur a terme una gira per EUA, en què destaquen els concerts del McCormick Place de Chicago i el Lincoln Center de Nova York.
A l'abril de 2010 va actuar en els Proms de Viena al costat de l'orquestra del Conservatori de Viena. Ha dirigit sarsueles com La del manojo de rosas i Entre Sevilla y Triana, totes dues produccions del Teatro Campoamor d'Oviedo l'agost de 2009 i l'abril de 2014, respectivament.
Al juliol de 2010, va estrenar l'òpera Amb els peus a la Lluna, d'Antoni Parera Fons, al Festival Grec de Barcelona, comptant amb l'actuació estel·lar de María Bayo, coproducció del Teatre Real de Madrid, Teatre de la Maestranza de Sevilla, Teatre Arriaga de Bilbao i Gran Teatre del Liceu de Barcelona. El març de 2011 va dirigir El barbero de Sevilla dins del cicle d'òpera de l'Auditori Víctor Villegas de Múrcia i sota la direcció de José Carlos Plaza.
Ha dirigit amb gran èxit l'Orquestra Nacional de Montpeller, l'Orquestra Nacional de Singapur, la Wiener Kammerorchester, l'Orquestra Simfònica de Biel (Suïssa), Orquestra Simfònica de Graz (Àustria), l'Orquestra del Conservatori de Viena, l'Orquestra Nacional d'Espanya, l'Orquestra Simfònica de Barcelona i Nacional de Catalunya, l'Orquestra Simfònica de Bilbao, l'Orquestra Simfònica de la Regió de Múrcia, l'Orquestra Simfònica de Navarra, l'Orquestra de València, la Simfònica del Vallés, l'Orquestra “Barcelona 216”, la Simfònica del Principat d'Astúries, l'Oviedo Filarmonía, l'Orquestra de Granada, l'Orquestra de Còrdova, la Filharmònica de Màlaga, l'Orquestra del Conservatori del Liceu, l'Orquestra de Menorca i l'Orquestra Nacional de Santo Domingo, on va ser nomenada directora assistent del Festival, al costat de Philippe Entremont.
Ha treballat amb solistes com Javier Perianes, Judith Jauregi, Fazil Say, María Espada, Jose Antonio López, Gustavo Peña, José Ferrero, Cristina Faus, María Bayo, Pablo Ferrández, Christian Poltera, o Joaquín Riquelme, entre d'altres. I amb escenògrafs i directors d'escena com Paco Azorín, José Carlos Plaza, Curro Carreres o Emilio Sagi.
És directora titular de l'Orquestra de Joves de la Regió de Múrcia (OJRM) i, des de 2012 és directora titular i artística de l'Orquestra Simfònica de la Regió de Múrcia (OSRM).

## Reconeixements
El gener de 2016, el seu poble natal de Molina de Segura construí l'auditori que porta el seu nom. El gener de 2018 rebé la consideració d'una de les dones de l'any –Mujeres del Año–, en la novena edició dels premis que atorga la revista del grup Vocento Mujer Hoy i el 8 de març del mateix anys la distinció de Dona Murciana de l'any atorgat per la Regió de Múrcia, per ser «una de les més importants i joves directores d'orquestra en el pla internacional».